# Tommaso Baldanzi
Tommaso Baldanzi, né le 23 mars 2003 à Poggibonsi en Italie, est un footballeur italien qui évolue au poste de milieu offensif à l'AS Rome.

## Biographie

### En club
Né à Poggibonsi en Italie, Tommaso Baldanzi commence le football dans le club de Castelfiorentino, qu'il rejoint à l'âge de six ans en 2009. Il est ensuite repéré par l'Empoli FC, qu'il rejoint en 2011 et où il poursuit sa formation. Avec l'équipe des moins de 19 ans du club, il est sacré champion d'Italie de la catégorie en 2019. Il se montre notamment décisif lors de la finale face aux jeunes de l'Inter Milan en ouvrant le score (score final 4-3 pour Empoli).
Baldanzi joue son premier match en professionnel le 28 octobre 2020, à l'occasion d'une rencontre de coupe d'Italie contre le Benevento Calcio. Il entre en jeu à la place de Nedim Bajrami et son équipe l'emporte par quatre buts à deux ce jour-là,.
Il fait ses débuts en Serie A le 21 mai 2022, face à l'Atalanta Bergame. Il entre en jeu à la place de Patrick Cutrone et son équipe s'impose par un but à zéro,.
Baldanzi inscrit son premier but en professionnel le 31 août 2022, lors d'une rencontre de Serie A contre l'Hellas Vérone. Titulaire ce jour-là, il ouvre le score mais les deux équipes se neutralisent (1-1 score final),. Alors qu'il commence à attirer les regards de d'autres clubs, le jeune milieu de terrain prolonge son contrat avec Empoli le 24 octobre 2022. Il est alors lié au club jusqu'en juin 2027,.

### En sélection
Tommaso Baldanzi représente l'équipe d'Italie des moins de 19 ans. Avec cette sélection il est retenu pour participer au championnat d'Europe des moins de 19 ans en 2022. Lors de ce tournoi il joue trois matchs, dont deux comme titulaire, et marque un but. Son équipe s'incline en demi-finale contre l'Angleterre (2-1 score final).
En mars 2023, Baldanzi est convoqué pour la première fois avec l'équipe d'Italie espoirs.